# José Ángel Balanza
José Ángel Balanza Tobías , jugador de pelota vasca conocido como Gorostiza (26 de febrero de 1970 en Huércanos , La Rioja) Su ídolo era el pelotari Iñaki Gorostiza del que tomó su apodo.
En 1992, debuta como profesional de la pelota, y se retiró en 2001, fue por tanto coetáneo del también famoso pelotari riojano Titín III, y además era de los pocos riojanos capaces de ganarle. En 1992, como aficionado ganó la medalla de oro del campeonato de pelota en los Juegos Olímpicos de Barcelona, y el mismo año fue campeón del mundo con la edad de 22 años. Hoy es entrenador de jugadores con el equipo Asegarce y realiza labores puntuales de intendente.